# Ramlibacter solisilvae
Ramlibacter solisilvae es una bacteria gramnegativa del género Ramlibacter. Fue descrita en el año 2014. Su etimología hace referencia a suelo del bosque. Es aerobia e inmóvil. Forma colonias blancas, lisas, circulares y convexas en agar R2A. Temperatura de crecimiento entre 10-37 °C, óptima de 30 °C. Es pleomórfica, pudiendo tener forma cocoide o bacilar. Contiene gránulos de polihidroxialcanoatos. Catalasa y oxidasa positivas. Se ha aislado de suelo forestal en Vietnam. 